# Loro (serie televisiva)
Loro (Them) è una serie televisiva statunitense creata da Little Marvin e prodotta da Lena Waithe. La serie ha debuttato su Prime Video il 9 aprile 2021.

## Trama

### Prima stagione
Ambientata nel 1953, la prima stagione segue una famiglia afroamericana che, durante la seconda grande migrazione, si trasferisce dalla Carolina del Nord a Compton nella contea di Los Angeles abitata interamente da bianchi. La nuova e bella casa della famiglia si trasforma lentamente in un epicentro di forze del male, mentre gli abitanti del quartiere cercano in tutti i modi di cacciare i nuovi vicini di casa, ricorrendo a intimidazioni e violenza.

## Episodi
| Stagione         | Episodi | Pubblicazione |
| ---------------- | ------- | ------------- |
| Prima stagione   | 10      | 2021          |
| Seconda stagione | 8       | 2024          |

## Personaggi e interpreti

### Stagione 1

#### Principali
- Livia "Lucky" Emory, interpretata da Deborah Ayorinde, doppiata da Guendalina Ward.
Moglie di Henry ed ex insegnante.
- Henry Emory, interpretato da Ashley Thomas, doppiato da Andrea Lopez.
Marito di Lucky e ingegnere.
- Elizabeth "Betty" Wendell, interpretata da Alison Pill, doppiata da Lavinia Paladino.
Benestante vicina di casa razzista degli Emory che cerca in tutti i modi di cacciarli dal quartiere.
- Ruby Lee Emory, interpretata da Shahadi Wright Joseph, doppiata da Vittoria Bartolomei.
Figlia maggiore di Lucky e Henry.
- Gracie Emory, interpretata da Melody Hurd, doppiata da Michela Burruni.
Figlia minore di Lucky e Henry.
- George Bell, interpretato da Ryan Kwanten.
Lattaio ossessionato da Betty.

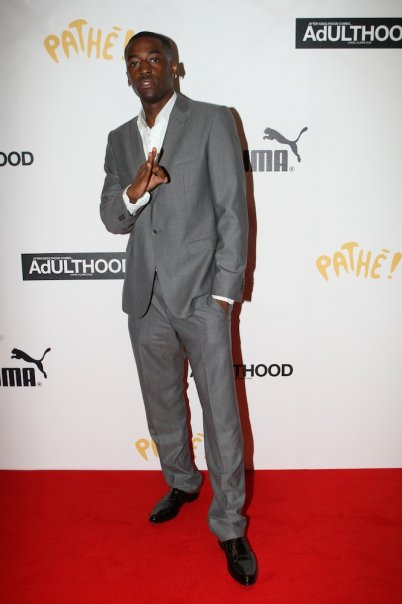
Ashley Thomas
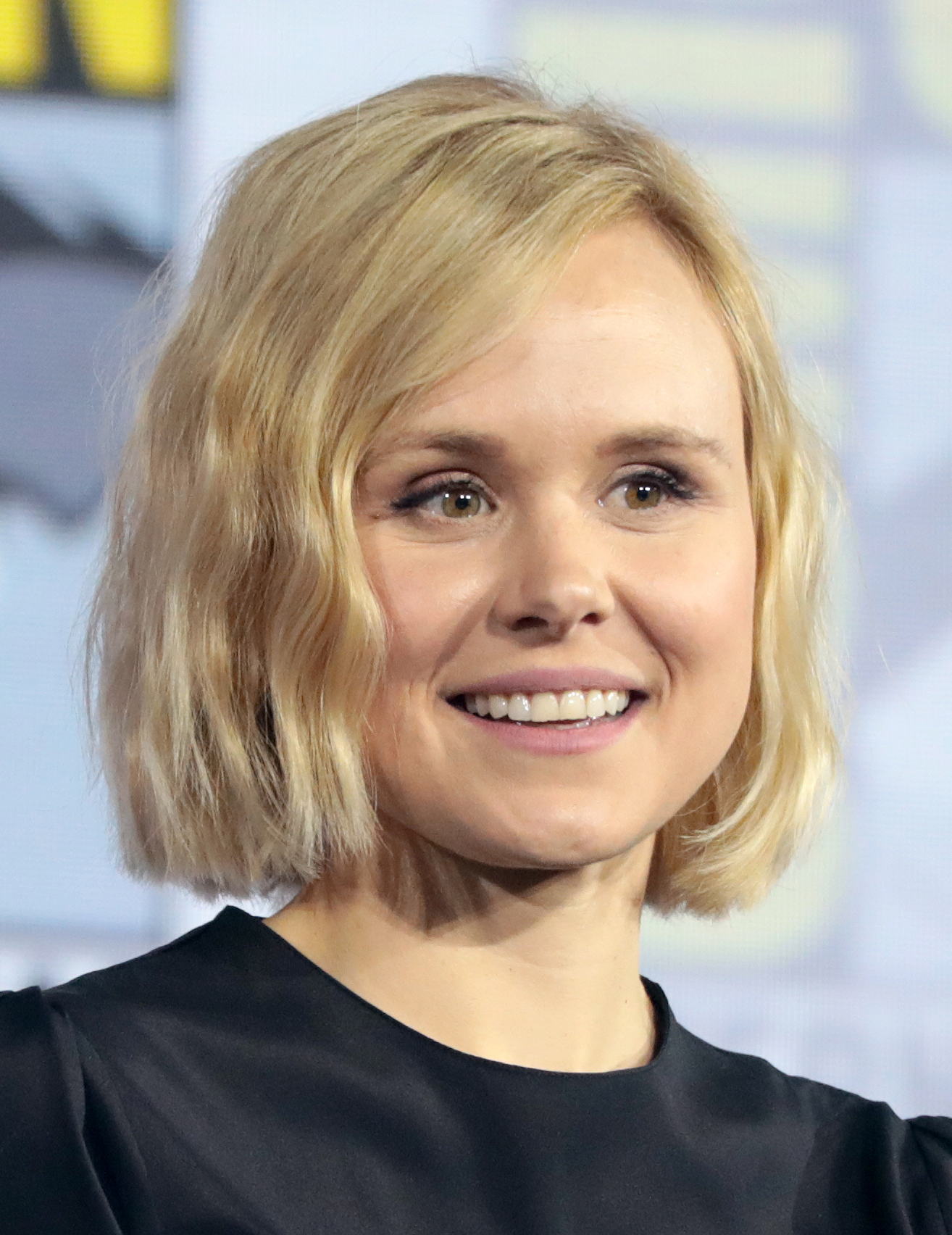
Alison Pill
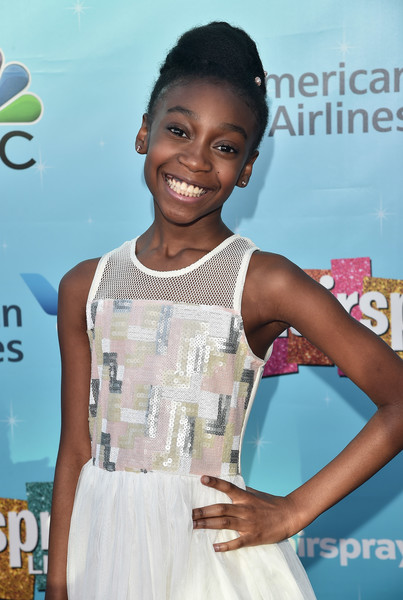
Shahadi Wright Joseph
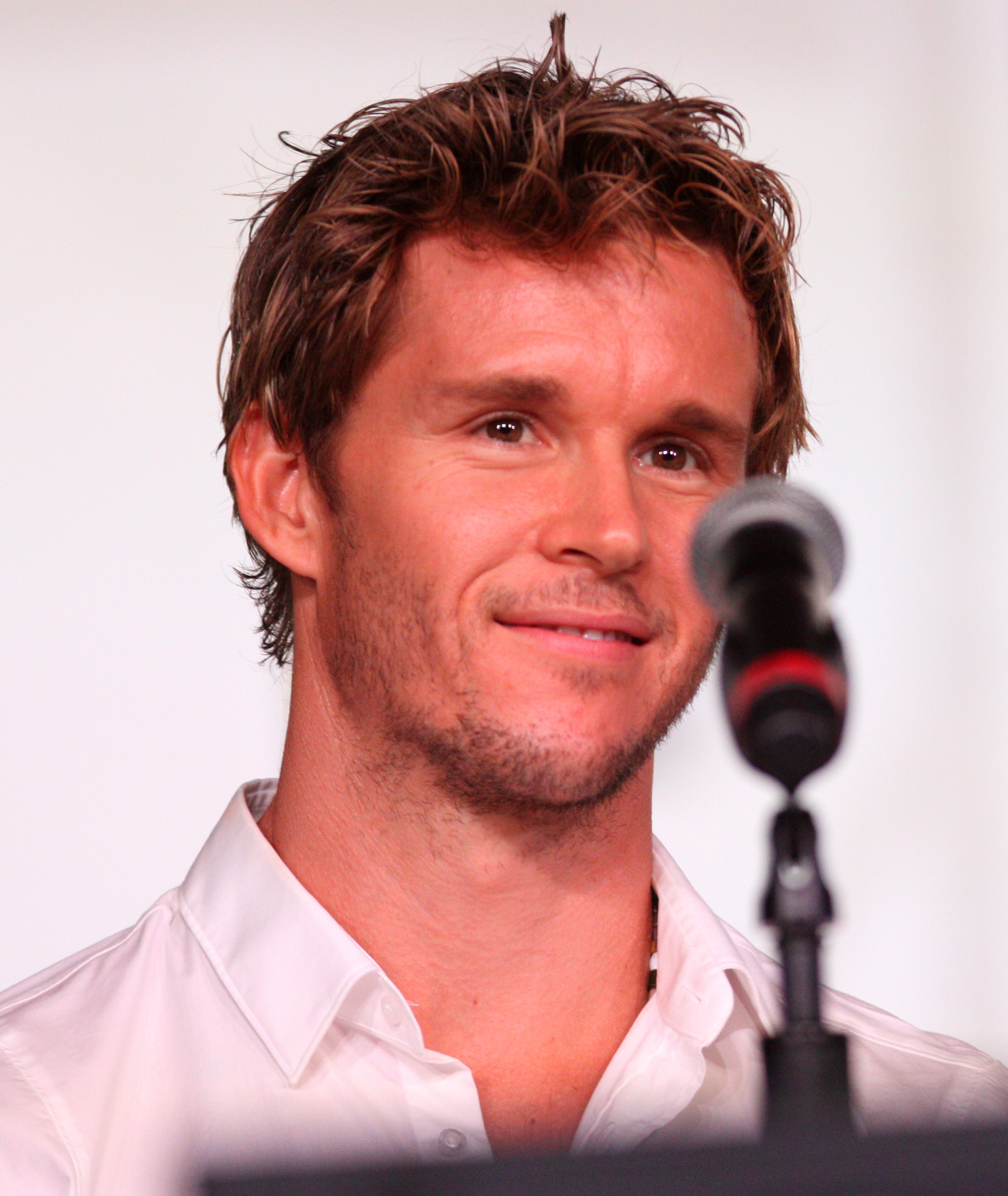
Ryan Kwanten

#### Ricorrenti
- Clarke Wendell, interpretato da Liam McIntyre, doppiato da Fabrizio De Flaviis.
Marito di Betty.
- Midge Pruitt, interpretata da Lindsey Kraft, doppiata da Eleonora Reti.
Vicina di casa di Betty che si trasferisce dopo l'arrivo degli Emory.
- Marty Dixon, interpretato da Pat Healy, doppiato da Marco De Risi.
Marito di Nat.
- Helen Koistra, interpretata da Brooke Smith, doppiata da Sabrina Duranti.
Agente immobiliare che vende la casa agli Emory.
- Nat Dixon, interpretato da Abbie Cobb.
Moglie di Marty.
- Miss Vera, interpretata da Dirk Rogers.
Figura misteriosa visibile solo da Gracie.
- Doris, interpretata da Sophie Guest, doppiata da Chiara Fabiano.
Figura misteriosa visibile solo da Ruby.
- Uomo tip-tap, interpretato da Jeremiah Birkett.
Figura misteriosa visibile solo da Henry.
- L'uomo dal cappello nero, interpretato da Christopher Heyerdahl, doppiato da Antonio Palumbo.
Figura misteriosa visibile solo da Lucky.
- Stuart Berks, interpretato da P.J. Byrne.
Capo di Henry.
- Bull Wheatley, interpretato da Derek Phillips, doppiato da Ruggero Andreozzi.
Sergente di polizia a Compton.
- Hazel Emory, interpretata da Paula Jai Parker, doppiata da Laura Romano.
Cugina di Henry.
- Ella Mae, interpretata da Anika Noni Rose, doppiata da Perla Liberatori.
Donna afroamericana da poco trasferitasi a Compton.
- Dott.ssa Frances Moynihan, interpretata da Kate McNeil, doppiata da Angiola Baggi.
Direttrice dell'ospedale psichiatrico.

### Stagione 2

#### Principali
- Dawn Reeve, interpretata da Deborah Ayorinde, doppiata da Angela Brusa.
Detective dell'unità omicidi della polizia di Los Angeles che indaga su una serie di omicidi raccapriccianti per mano di un serial killer.
- Edmund Gaines, interpretato da Luke James, doppiato da Andrea Oldani.
Aspirante attore che lavora come mascotte in una sala giochi.
- Kelvin "Kel" Reeve, interpretato da Joshua J. Williams III, doppiato da Riccardo Suarez.
Figlio adolescente di Dawn.
- Ronald McKinney, interpretato da Jeremy Bobb, doppiato da Franco Mannella.
Detective e collega di Dawn.
- Athena, interpretata da Pam Grier, doppiata da Cinzia De Carolis.
Madre di Dawn e commessa in un negozio di giocattoli.

#### Ricorrenti
- Schiff, interpretato da Wayne Knight, doppiato da Gianluca Machelli.
Supervisore di Dawn.
- Joaquin Diaz, interpretato da Carlito Olivero, doppiato da Alessio Puccio.
Detective appena promosso ed ex agente di pattuglia.
- Reggie Marks, interpretato da Charles Brice.
Avvocato e nuovo fidanzato di Dawn.
- Rhonda, interpretata da Tamika Shannon, doppiata da Francesca Manicone.
Segretaria in una agenzia di casting che inizia una relazione con Edmund.
- Corey, interpretato da Iman Shumpert, doppiato da Simone Mori.
Ex marito di Dawn, padre di Kel e musicista.

## Produzione

### Sviluppo
Il 28 luglio del 2018 Amazon commissionò una serie televisiva in due stagioni a Little Marvin, che scrisse la sceneggiatura della prima oltre ad esserne produttore esecutivo insieme a Lena Waithe per Amazon Studios. Il 27 luglio dell'anno successivo Deborah Ayorinde e Ashley Thomas si unirono al cast nei ruoli dei protagonisti, mentre Shahadi Wright Joseph, Alison Pill, Ryan Kwanten, Melody Hurd, Javier Botet e Percy Hynes White si unirono al cast il 3 ottobre del 2019. Due mesi più tardi fu annunciato l'ingresso nel cast di Brooke Smith, Anika Noni Rose, P.J. Byrne, Malcolm Mays, Jeremiah Birkett e Sophie Guest.

### Riprese
Le riprese della prima stagione iniziarono l'8 luglio 2019 e furono realizzate tra Atlanta e Los Angeles.

## Distribuzione
Loro è stata presentata in anteprima mondiale il 18 marzo 2021 nel corso del SXSW Film Festival nella sezione serie in anteprima. La prima stagione della serie è stata interamente distribuita da Prime Video il 9 aprile 2021.
La seconda stagione è stata interamente pubblicata il 25 aprile 2024.

## Accoglienza

### Stagione 1
La prima stagione ha ricevuto recensioni miste dalla critica. Rotten Tomatoes riporta il 58% delle recensioni professionali positive, con un voto medio di 6,50 su 10 basato su 50 critiche. Il consenso critico del sito web indica: «Le avvincenti interpretazioni di Deborah Ayorinde e Ashley Thomas aiutano Loro a sostenere un sufficiente senso di terrore, ma il suo modo cruento e diretto indebolisce qualsiasi commento sociale a favore di horror più superficiali.» Metacritic, invece, ha assegnato un punteggio di 57 su 100 basato su 20 recensioni, indicando "recensioni miste".

### Stagione 2
La seconda stagione ha ricevuto recensioni positive dalla critica. Rotten Tomatoes riporta il 100% delle recensioni professionali positive basato su 10 critiche. Il consenso critico del sito web indica: «Un netto miglioramento con una nuova storia, spaventi reali e una profonda testimonianza sui segni generazionali. La paura è uno spasso.»

## Riconoscimenti
- 2021 – SXSW Film Festival Audience Award[13][14]
  - Miglior serie in anteprima
- 2022 – Satellite Award[15]
  - Candidatura alla miglior serie televisiva per genere
- 2022 – Independent Spirit Awards[16]
  - Candidatura alla miglior interpretazione maschile in una nuova serie a Ashley Thomas
  - Candidatura alla miglior interpretazione femminile in una nuova serie a Deborah Ayorinde
- 2022 – Writers Guild of America Award[17]
  - Candidatura alla miglior serie televisiva originale